# Хокан Викберг
Хокан Нилс Викберг (швед. Håkan Nils Wickberg; Јевле, 3. фебруар 1943 − Јевле, 9. децембар 2009) био је професионални шведски хокејаш на леду који је током каријере играо на позицијама централног нападача. 
Комплетну играчку каријеру провео је у редовима екипе Бринеса за коју је играо пуних 17 сезона и у том периоду освојио 7 титула националног првака. Четири пута је уврштаван у идеалну поставу првенства, а у сезони 1970/71. додељена му је награда Гулдпукен за најбољег шведског играча године. У националном првенству је одиграо укупно 355 првенствених утакмица и остварио кумулативни учинак од 255 голова и 262 асистенције. Као играч у просеку је постизао 1,46 бодова по утакмици.
За репрезентацију Шведске је играо скоро десет година и у том периоду освојио је 6 медаља (два сребра и 4 бронзе) на светским првенствима, а „уписао” је и два наступа на Зимским олимпијским играма, у Греноблу 1968. и Сапороу 1972. године.  
Године 2012. посмртно је уврштен у Кућу славних шведског хокеја.